# Teleac, Alba
Teleac (în maghiară Újcsongvaitelep) este un sat în comuna Ciugud din județul Alba, Transilvania, România.

## Generalități
Tip localitate: sat.
Populație: 379 locuitori.
Zona: Podișul Secașelor.
Dealuri: Dealul Dăii.
Ape: Mureș.